# Micrathena triserrata
Micrathena triserrata is een spinnensoort in de taxonomische indeling van de wielwebspinnen (Araneidae).
Het dier behoort tot het geslacht Micrathena. De wetenschappelijke naam van de soort werd voor het eerst geldig gepubliceerd in 1904 door Frederick Octavius Pickard-Cambridge.